# 熊谷达也
熊谷 达也（くまがい たつや，1958年4月25日—），日本小说家，宫城县仙台市人，宮城县佐沼高等学校、東京电机大学理工学部数理学科毕业。毕业后曾至千叶县、埼玉县的公立学校教授数学，如此八年之后，返回宫城县经营保险代理店。
1997年以《恶神之爪》出道成为作家，2000年以《漂泊之牙》荣获第19回新田次郎文学奖，2004年以“叉鬼三部曲”的第二部《邂逅之森》荣获第17回山本周五郎奖和第131回直木三十五奖，一举打破这两大奖项从不授予同一部作品的历史。熊谷达也的作品具有神话故事一样的波澜壮阔，舞台往往是日本本州的东北地方，擅长利用当地古老的风俗来成就故事。

## 重要著作
- 恶神之爪
- 漂泊之牙
- 相剋之森（叉鬼三部曲之一）
- 邂逅之森（叉鬼三部曲之二）
- 冰结之森（叉鬼三部曲之三）
- 银狼王